# Station Evesham
Evesham is een spoorwegstation van National Rail in Evesham, Wychavon in Engeland. Het station is eigendom van Network Rail en wordt beheerd door Great Western Railway. 